# 康斯坦丁·佩辛
康斯坦丁·格奥尔基耶维奇·佩辛，（俄语：Константин Георгиевич Пысин，1910年12月25日—1984年1月22日）苏联政治人物。曾担任莫洛托夫州（彼尔姆州）副州长、州长；阿尔泰边疆区区长；苏共阿尔泰边疆区委第一书记；苏联农业部第一副部长、部长；俄罗斯苏维埃联邦社会主义共和国部长会议第一副主席等职务。

## 生平
- 1910年12月25日出生于彼尔姆省叶卡捷琳诺夫卡村的一个贫农家庭。
- 1926年-1929年，昆古尔师范学院学习。
- 1929年-1931年，乌拉尔州乡村教师。
- 1931年-1935年，莫洛托夫州（彼尔姆州）农学院学习。
- 1935年-1937年，斯维尔德洛夫斯克州彼尔姆区土地局的高级畜牧技术员。
- 1937年-1938年，苏联红军服役。期间在外高加索军区党校学习。
- 1938年-1941年，莫洛托夫州农业研究所助理研究员。1939年加入联共（布）。
- 1941年-1943年，联共（布）莫洛托夫州委农业部讲师、副主任。
- 1943年-1945年，联共（布）莫洛托夫州畜牧业委员会副书记。
- 1945年-1946年4月，莫洛托夫州副州长。
- 1946年4月-1947年，联共（布）莫洛托夫州委第三书记。
- 1948年-1949年6月，莫洛托夫州州长。
- 1949年5月-1955年7月，阿尔泰边疆区区长。
- 1955年7月-1961年3月，苏共阿尔泰边疆区委第一书记。
- 1961年3月-1962年4月，苏联农业部第一副部长。
- 1962年4月-1963年3月，苏联农业部长兼苏联国家农业委员会委员。
- 1963年3月-1964年，苏共中央巡视员。
- 1964年12月-1971年2月，俄罗斯苏维埃联邦社会主义共和国部长会议第一副主席。
- 1971年2月起退休，享受莫斯科市个人养老金待遇。
- 1984年1月22日于莫斯科逝世，享年73岁。

佩辛是苏共19-23大代表；第20-23届中央委员；第3、5-7届苏联最高苏维埃联盟院代表，第4届苏联最高苏维埃民族院代表，第7届俄罗斯苏维埃联邦社会主义共和国最高苏维埃代表。

## 荣誉
- 两次列宁勋章
- 两次劳动红旗勋章
- 劳动英勇奖章（1959）